# Sanford and Son
Sanford and Son ist eine US-amerikanische Sitcom, von der von 1972 bis 1977 136 Folgen in sechs Staffeln auf dem Sender NBC ausgestrahlt wurden. Sie basiert auf der BBC-Serie Steptoe and Son (1962–1965). Die Hauptrollen spielten Redd Foxx als Fred G. Sanford und Demond Wilson als sein Sohn Lamont Sanford.
Sanford and Son gilt als Wegbereiter für viele afroamerikanische Sitcoms und ist für ihren ausgefallenen Ethnohumor, ihre Running Gags und ihre Schlagworte bekannt. Während die Rolle von Fred G. Sanford für ihre Bigotterie und Unverschämtheit bekannt war, war die Rolle von Lamont Sanford die von Freds langmütigem, gewissenhaftem und friedenstiftenden Sohn.

## Handlung
Der rüstige Afroamerikaner Fred G. Sanford demonstriert seinem Sohn, dass er noch lange nicht zum alten Eisen gehört. Er versucht ständig Junior Lamont in so ziemlich jeder Disziplin problemlos zu übertrumpfen, was ihm jedoch nicht immer ohne größere Anstrengung gelingt.

## Hintergrund
Redd Foxx’ Figur Fred G. Sanford wurde nach seinem verstorbenen Bruder Fred benannt. Aufgrund eines Vertragsstreits trat er in verschiedenen Folgen nicht auf. Im Jahr 1997 sprach der Schauspieler, Komiker und Sänger Johnny Brown (1937–2022) die Einleitung zum Album Comedy Stew: The Best of Redd Foxx; in ihr erzählt dieser, dass Norman Lear ihn ursprünglich für Demonds Rolle des Lamont Sanford vorgesehen hatte, er aber wegen seines damaligen Engagements bei dem US-amerikanischen Sketch-Comedy-Fernsehformats Rowan & Martin’s Laugh-In nicht zur Verfügung stand.
Der in der Serie abgebildete Pick-up ist ein Ford F1 von 1951. Es wurde nach Ende der Serie versteigert und später für weitere Shows vermietet. Das Fahrzeug hat im Laufe der Jahre einige Male den Besitzer gewechselt und wurde schließlich von einem Trödeler gekauft.

## Figuren

### Fred Sanford
Der 65-jährige Fred G. Sanford (gespielt von Redd Foxx) ist immer ein wenig sarkastisch und hat stets neue Ideen, um schnell reich zu werden. Diese Bemühungen schlagen routinemäßig fehl. Mit seinem Sohn Lamont vereinbart er zwar immer einen gleichen Anteil am Geschäft, doch ist Fred immer der Chef, während Lamont die ganze Arbeit erledigen muss. Fred beleidigt oft seinen Sohn und nennt ihn normalerweise „Dummy“, dagegen wird er von Lamont als „alter Narr“ betitelt. Trotz ihrer Meinungsverschiedenheiten sind die beiden eng miteinander verbunden und helfen sich regelmäßig gegenseitig. Jeder ist aber zu stolz zuzugeben, dass er es nicht ohne den anderen schaffen würde.
Laut Fred starb seine Frau Elizabeth um 1950. In einem Running Gag der Serie blickt Fred in Zeiten der Bedrängnis mit der Hand über der Brust zum Himmel auf, täuscht einen Herzinfarkt vor und sagt: „Das ist das Ende, Elizabeth! Ich komme, um mich dir anzuschließen, Schatz.“ Dieses Theater nimmt aber niemals jemand ernst. Fred zog Lamont alleine auf und vermisste Elizabeth zutiefst. Laut Fred wurde sein Sohn nach Lamont Lomax benannt, einem Pitcher aus der Baseballmannschaft Homestead Greys.
Anfangs war Freds Hauptgegner in der Serie seine Schwägerin (Lamonts Tante Ethel). Diese Auseinandersetzungen dauerten bis zur Mitte der zweiten Staffel, da wurde Ethel durch ihre scharfzüngigere Schwester Esther ersetzt. Fred verglich sie meist mit King Kong, was die zutiefst religiöse Esther mit einem finsteren Gesichtsausdruck beantwortete und ihn oft als „alter Heide“ betitelte oder „alter Dummkopf mit Fischaugen“.
Trotz seiner Hartnäckigkeit und seiner unbeschreiblichen Natur erweist sich Fred manchmal als freundlich, selbst gegenüber Esther, obwohl er immer wieder klarstellt, dass er sie nicht mag.
In der letzten Folge der Serie erwirbt Fred sein Abitur und ist der Jahrgangsbester seiner Abschlussklasse.

### Lamont Sanford
Lamont Sanford wird von Demond Wilson gespielt und wird zeitweise als der Gierige der beiden dargestellt. Oftmals wird er dafür zurechtgewiesen, dass er die Gewohnheiten und Verhaltensweisen seines Vaters missachtet.
Lamont sucht mit seinen 34 Jahren ebenfalls immer wieder neue Wege, um sich geschäftlich zu verbessern, was aber nie gelingt. In einer Episode versucht er sogar Schauspieler zu werden und gerät dabei aus Versehen an einen Pornoproduzenten, oder er versucht gebrauchte Autoteile zu verkaufen.
Die größte Veränderung in Lamonts Charakter während der gesamten Serie war seine Einstellung zu seiner Arbeit, seinem Vater und seiner Zukunft. Anfangs wird er als feindselig und wütend auf Fred und dessen Leben dargestellt, besonders wenn Freds Einmischung seine Pläne zunichtemacht. Seine Einstellung zu seinem Vater wird besser, wenn sie gemeinsam arbeiten, um ein Problem zu lösen. Zunehmend widmet er sich seiner Arbeit und seinem Vater und lernt auch sein afrikanisches Erbe anzunehmen.
Eine Quelle der Bitterkeit gegen seinen Vater ist für Lemont der Umstand, dass er nach dem Tod seiner Mutter die High School verlassen musste, um seinem „kranken“ Vater zu helfen. In dessen vorgetäuschten Herzinfarkten sah er nur den Grund, ihn als billige Arbeitskraft im Geschäft zu halten.

### Esther Anderson
Esther Anderson (LaWanda Page), auch bekannt als Tante Esther, ist die Schwester von Freds verstorbener Frau Elizabeth. Esther ist eine streng religiöse Person, die wenig Sinn für Humor hat, obwohl sie Lamont gegenüber freundlich und liebevoll ist. Fred und Esther mögen sich nicht besonders. Wenn sie das Haus in Sanford verlässt, ruft sie oft „oh Herrlichkeit!“ oder „Halleluja!“ Ihr langjähriger Ehemann Woodrow (gespielt von Raymond Allen) war anfangs Alkoholiker. Nachdem er dies überwand, adoptierten die beiden ein Waisenkind (Eric Laneuville). Fred und Esther haben in der Episode My Fair Esther einen vorübergehenden Waffenstillstand vereinbart.

### Grady Wilson
Grady Wilson (Whitman Mayo) ist Freds bester Freund, der regelmäßig in der Serie auftritt. Grady ist sehr gutmütig aber auch etwas einfältig. Sein Schlagwort lautet „Good Googley Goo“. Er sagt das stets, wenn etwas Gutes passiert oder er in einer angenehmen Stimmung ist. Grady ist im Süden Chicagos aufgewachsen und war dort kurze Zeit verheiratet. Er ist Freds „Kumpel“ und hütete mit ihm das Geschäft als Fred längere Zeit im Urlaub war.

### Bubba Bexley
Bubba Bexley (Don Bexley) stammt ursprünglich aus Memphis (Tennessee). Er ist ein weiterer Freund von Fred, der häufig im Wechsel mit Grady auftritt. Bubbas Markenzeichen ist sein ansteckendes Lachen und seine stets fröhliche Persönlichkeit. Er ist ein sehr ehrlicher Charakter geht aber Fred und Lamont immer auf die Nerven, wenn er sie beide zu lautstark begrüßt.

### Rollo Lawson
Rollo Lawson (Nathaniel Taylor) ist Lamonts bester Freund. Fred macht gegenüber Rollo oft respektlose Bemerkungen, weil er Rollo immer vorhält, dass er einige Zeit im Gefängnis verbracht hat.

### Donna Harris
Donna Harris (Lynn Hamilton) ist Krankenschwester und Freds Freundin, die später seine Verlobte wird. Sie ist eine liebenswürdige, ausgeglichene Frau, die Freds Scharfsinn und gelegentliche Missgeschicke versteht. Lamont, misstraut Donna am Anfang, nähert sich ihr aber im Laufe der Zeit an. Auch Esther ist Donna zunächst feindlich gesinnt, was sich später ändert.

### Julio Fuentes
Der stets freundliche Julio Fuentes (Gregory Sierra) ist der puerto-ricanische Nachbar der Sanfords, der sich mit Lamont anfreundet. Fred mag ihn nicht und behandelt ihn als Fremdling. Trotz der Auseinandersetzungen tritt Fred für Julios Neffen ein, der ihn aufgrund mangelnder Englischkenntnisse in eine niedrigere Klasse versetzt werden soll. Fred unterrichtet ihn sogar einige Zeit. In der fünften Staffel zieht Julio weg.

### Ah Chew
Ah Chew (Pat Morita) ist ein japanisch-amerikanischer Freund von Lamont, den Fred bei jeder passenden Gelegenheit beleidigt. Fred freundet sich in einer späteren Folge mit Ah Chew an, weil er ein japanisches Restaurant eröffnen will und ihn als Koch einsetzen möchte.

### Officer „Smitty“ Smith
„Smitty“ Smith (Hal Williams) ist ein Polizist, der gelegentlich in der Residenz der Sanfords auftaucht.

### Offizier Howard „Hoppy“ Hopkins
Howard „Hoppy“ Hopkins (Howard Platt) ist ebenfalls Polizist, der gelegentlich in der Residenz der Sanfords auftaucht und meist überschwängliche Vorträge in Polizeisprache hält. Meist kommt er mit einem Kollegen, der im Laufe der Folgen wechselt.

### Offizier „Swanny“ Swanhauser
Officer „Swanny“ Swanhauser (Noam Pitlik) ist ursprünglich Officer Smittys kaukasischer Partner, der zu Beginn der zweiten Staffel durch Officer Hopkins ersetzt wird. Swanny ist im Grunde dasselbe wie „Hoppy“, aber sein Auftreten ist viel ernster und humorloser.

### May Hopkins
May Hopkins (Nancy Kulp) ist Officer Hopkins Mutter, die in der fünften Staffel auftrat. Sie ist eine Detektivin im Ruhestand und mietet ein Zimmer bei den Sanfords. Vermieter Fred beleidigt sie oft, wenn sie einen Besuch abstattet.

### Janet Larson
Janet Larson (Marlene Clark) ist geschieden und freundet sich mit Lamont in der fünften Staffel an. Janet hat auch einen kleinen Sohn, Roger (Edward Crawford). Lamont und Janet trennen sich in der sechsten und letzten Staffel aufgrund der Rückkehr von Janets Ex-Ehemann.

### Melvin White
Melvin White (Slappy White) ist ein alter Kumpel von Fred, der in der ersten Staffel auftaucht. Er erscheint auch in einer Episode der zweiten Staffel.

### Lucky Leroy & Slick Skillet
Leroy & Skillet (Leroy Daniels und Ernest Mayhand) sind ein wildes Paar unter Freds Freunden, die gerne Witze erzählen und Poker und Billard spielen. Sie erscheinen in der zweiten und dritten Staffel.

### Otis Littlejohn
Otis Littlejohn (Matthew 'Stymie' Beard) ist ein Freund von Grady, der in der dritten und vierten Staffel auftritt.

### George „Hutch“ Hutton
George „Hutch“ Hutton (Arnold Johnson) ist ein älterer Mieter der Sanford, der sich mit Fred anfreundet. Als sie sich zum ersten Mal treffen, gibt Hutch zu, eine lange Haftstrafe verbüßt zu haben, nur um seiner hässlichen Schwägerin auszuweichen. Dies macht ihn sofort zu Freds Freund, doch als sich „Hutch“ der Bibelarbeitsgruppe von Tante Esther anschließt, ist Fred empört. Er erscheint in der fünften Staffel.

### Dr. Caldwell
Dr. Caldwell (Davis Roberts) ist der Hausarzt der Sanfords, der in mehreren frühen Episoden auftaucht. Er betritt die Residenz in Sanford oft mit alarmierendem Husten und seine Qualifikationen als Arzt sind fraglich. Auf die Frage, ob er wirklich Arzt ist, behauptet er: „Am Montag, Mittwoch und Freitag bin ich Arzt. An den anderen Tagen arbeite ich in der Post.“

### Nelson B. Davis
Nelson B. Davis (James Wheaton) ist ein Bestatter, der in der zweiten Staffel mehrmals in der Sanford-Residenz vorbeischaut, um sich einige Schatullen anzusehen, die Lamont ersteigert hatte. Mit einer tiefen Stimme und einem gruseligen Lachen macht er in Bezug auf seinen ungewöhnlichen Beruf oft komische Witze.

## Rezeption
Sanford and Son war während des größten Teils seiner Laufzeit enorm beliebt und war von der ersten Staffel (1972) bis zur Saison 1975/76 eine der zehn bestbewerteten Serien im amerikanischen Fernsehen.
Im Jahr 2007 nahm das Time Magazine die Show in seine Liste der „100 besten TV-Shows aller Zeiten“ auf.
Der Hollywoodreporter bewertete die meisten Folgen in der „Substanz oberflächlich und leicht enttäuschend.“ Da die ursprüngliche Serie von der BBC-Sendung Steptoe and Son stammte, sei „der feindselige Humor der Cockney-Version […] für das amerikanische Fernsehen etwas versüßt worden.“
„Eltern müssen wissen, dass diese klassische Sitcom aus den 70er Jahren auf der starken Bindung zwischen einem alternden Vater und seinem erwachsenen Sohn basiert.[…] Eltern sollten auch wissen, dass die Sprache und die Situationen der Serie im Vergleich zu den heutigen Sitcoms mild sind. Fred Sanfords konsequenter Einsatz von Beleidigungen und Stereotypen auf Rassenbasis macht ihn jedoch zu einem weniger wünschenswerten Vorbild – sodass die Serie nur für Kinder geeignet ist, die den ursprünglichen Kontext verstehen können.“

## Fortsetzung
Nachdem die Serie 1977 geendet hatte, wurde kurz danach eine 8-teilige Fortsetzung mit den Nebencharakteren mit dem Titel Sanford Arms ausgestrahlt. Whitman Mayo spielte zuvor von 1975 bis 1976 in der 10-teiligen Spin-off-Serie Grady.
In den Jahren 1980–1981 versuchte Foxx, die Show mit einer anderen kurzen Serie mit dem Titel Sanford wiederzubeleben, aber Demond Wilson weigerte sich, seine Rolle als Lamont Sanford für die neue Serie zu wiederholen.

## Ausstrahlung
| Staffel | Episoden | Erstausstrahlung                    |
| ------- | -------- | ----------------------------------- |
| 1       | 14       | 14. Januar 1972 – 14. April 1972    |
| 2       | 24       | 15. September 1972 – 16. März 1973  |
| 3       | 24       | 14. September 1973 – 29. März 1974  |
| 4       | 25       | 13. September 1974 – 25. April 1975 |
| 5       | 24       | 12. September 1975 – 19. März 1976  |
| 6       | 25       | 24. September 1976 – 25. März 1977  |

Alle Folgen erschienen von 2002 bis 2008 auch als DVD.